# Melithaea virgata
Melithaea virgata är en korallart som först beskrevs av Addison Emery Verrill 1846.  Melithaea virgata ingår i släktet Melithaea och familjen Melithaeidae. Inga underarter finns listade i Catalogue of Life.